# بمب‌گذاری نیویورک و نیوجرسی ۲۰۱۶
در تاریخ ۱۷ سپتامبر ۲۰۱۶، یک بمب کنارجاده‌ای زودپزی در خیابان بیست و سوم در محله چلسی در منهتن نیویورک منفجر شد. پیشتر در ساعت ۹:۳۰ صبح ۱۷ سپتامبر یک بمب لوله‌ای در سطل آشغالی در خیابان اوشن در سیساید پارک، نیوجرسی منفجر شده بود. بیست نه نفر مجروح شده‌اند که ۲۴ نفر از آنها به بیمارستان منتقل شدند. دومین بمب زودپزی داخل یک بسته مشکوک در ایستگاه الیزابت (اواخر ۱۸ سپتامبر چندین بمب داخل یک بسته مشکوک در ایستگاه ترانزیت الیزابت در الیزابت، نیوجرسی کشف شدند. در یکی از این بمب‌ها در هنگام پلیس منفجر شد)
در تاریخ ۱۹ سپتامبر اف‌بی‌آی مظنونی را با نام احمد خان رحیمی را در تمامی این حوادث معرفی نمود وی دیرتر پس از یک در تیراندازی در لیندن، نیوجرسی دستگیر شد.

## بمب‌گذاری منهتن
بمب زودپزی که با گلوله انفجاری به شکل یاتاقان‌های کوچک یا BBs فلزی پرشده بود در ساعت ۸:۳۰ شب در یک ناحیه پرتردد در خیابان بیست و سوم مابین خیابان‌های ششم و هفتم منفجر شد.

بیست و نه نفر مجروح شد که ۲۴ نفر از آنها به بیمارستان‌های محلی انتقال داده شدند بیشتر مجروحان به علت پرتاب خرده‌ها و شیشه‌ها کبود شده و خراش برداشته بودند. نه نفر از مجروحان شامل فردی که به شدت مجروح شده بود به بیمارستان Bellevue Hospital منتقل شدند Lenox Health Greenwich Village نه مجروح دیگر را تحت درمان قرار داد. صبح روز بعد تمامی مجروحان از بیمارستان مرخص شدند.

### تأثیرات
انفجار باعث مختل شدن گسترده ترابری در منهتن شد. منطقه قابل توجهی (خیابان ۱۴ام تا ۳۴ام مابین خیابان‌های ۵ام و ۸ام) بر روی عبور خودروها بسته شد. ساعت ۷ صبح روز بعد تمامی خیابان بازگشایی شد.

### کشف دومین قطعه
به دنبال انفجار، پلیس‌ها شروع به جستجوی بلوک به بلوک برای بمب‌های بیشتر منفجر نشده کردند. هفت ساعت دیرتر دو اسب سواری ایالتی یک بمب زودپزی با … کشف کردند که همچنین با … پر شده بود. این بمب زودپزی همانند دو بمبی بود که در انفجارهای ماراتن بوستون به کاربرد شده بود. این قطعه در نزدیکی صندوق پستی در خیابان ۲۷ام غربی مابین خیابان‌های ششم و هفتم، چهار بلاک دورتر از انفجار اصلی کشف شد. NYPD گزارشد داده …
بمب زودپزی توسط یک ربات بمب یاب …

## بمب‌گذاری نیوجرسی

### بمب‌گذاری پارک سی ساید
در تاریخ ۱۷ سپتامبر در حدود ساعت ۹:۳۰ صبح یک بمب لوله‌ای داخل یک سطل آشغال در پارک سی ساید منفجر شد

### بمب‌گذاری ایستگاه قطار الیزابت
در شامگاه ۱۸ سپتامبر یک بسته مشکوک توسط دو بی‌خانمان کشف شد.
دو مرد پس از حدود ساعت ۸:۴۵ شب با بخش پلیس الیزابت تماس گرفتند.
به دنبال انفجار تصادفی بمب ایستگاه ترابری تخلیه شد.
جی. کریستین Bollwage شهردار الیزابت اعلام نمود که مشخص نیست که ایستگاه ترابری هدف بوده‌است یا بمب‌ها توسط فردی که … آنجا رها شده‌است

## تحقیقات
سازمان آتش‌نشانی نیویورک سیتی اداره پلیس نیویورک سیتی

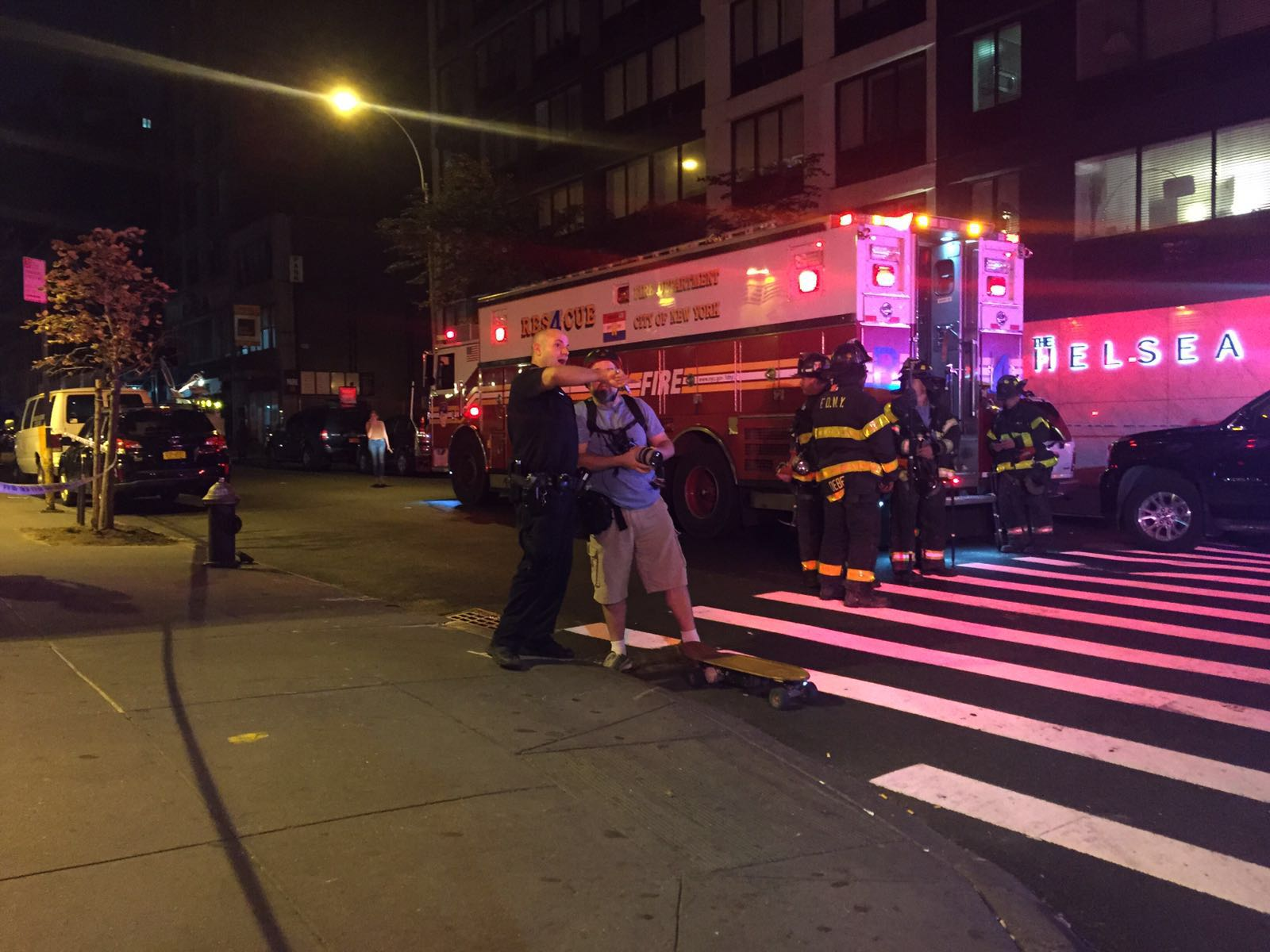

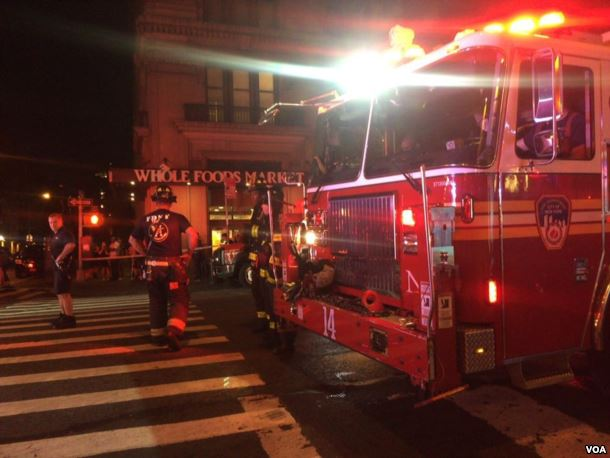

هر دو بمب چلسی

### انگیزه
در یک کنفرانس خبری در ساعت ۱۱:۱۵ نیمه شب ۱۷ سپتامبر بیل ده بلزیو شهردار نیویورک سیتی اعلام نمود که انفجار عمدی بوده‌است. اما مدرکی که حمله تروریستی باشد در دست نیست

### مطنون
در یک ویدئوی نظارتی کشف نمود که همان فردی مظنونی که یک بمب را در خیابان ۲۳ام کارگذاشته بود سپس در حالی که به سوی خیابان ۲۷ام قدم می‌زند و یک کیف قابل را می‌کشد و دیرتر آن را در خیابان ۲۷ام رها می‌کند.
دیرتر ذر ۱۸ سپتامبر یک روز پس از انفجار اف‌بی‌آی اعلام نمود که پنج مرد مرتبط با تحقیقات دستگیر شده‌اند. این مردان در حدود ساعت ۸:۴۵ شامگاه در یک traffic stop در Belt Parkway در نزدیکی Verrazano–Narrows Bridge شناسایی شده بودند

#### شناسایی و دستگیری مظنون
در ۱۹ سپتامبر احمد خان رحیمی (زاده ۲۳ ژانویه ۱۹۸۸) ۲۸ ساله زاده افغانستان و شهروند ایالات متحده آمریکا